# Santuario della Madonna della Luce
Il santuario della Madonna della Luce è una chiesa di Ugento, in provincia di Lecce.

## Storia
Il santuario sorge su un'antica cappella mariana, distrutta durante le incursioni saracene nel 1537, dove si racconta che un sacerdote cieco, don Didaco di Vittorio di Afragola, in pellegrinaggio al santuario di Santa Maria di Leuca nel 1563, si fermò per cercare riparo durante un temporale. Qui, pregando Maria Santissima, riacquistò la vista, scorgendo come prima cosa un affresco bizantino della Madonna, scoperto fortuitamente dal suo cane che con le zampe ne fece affiorare una parte. Il Vescovo dell'epoca, Mons. Antonio Minturno, fece conservare l'immagine che si venera tuttora in chiesa, chiamandola Madonna della Luce. L'attuale edificio fu riedificato nel 1576 dal vescovo Desiderio Mezzapica.
Il 16 febbraio è il giorno in cui vi sono i solenni festeggiamenti in onore della Madonna della Luce.

## Architettura
La facciata, delimitata da due poderose paraste angolari, è decorata da un portale d'ingresso in pietra leccese del 1588 e da un rosone centrale. L'interno è ad unica navata con volta a botte lunettata in corrispondenza delle nicchie degli altari laterali. Sulle pareti interne spiccano numerosi affreschi databili tra l'inizio e la fine del XVII secolo, alcuni di pregevole fattura, tra cui la rappresentazione della Madonna di Costantinopoli. Sull'altare maggiore campeggia l'antico affresco bizantino della Madonna della Luce.